# Cascades Kalandula
Les cascades Kalandula (antigament cascades Duc de Bragança) són unes cascades situades al municipi de Kalandula, província de Malanje (Angola).
Es troben al riu Lucala; tenen 105 metres d'alçada i 400 metres d'ample. Són una de les majors caigudes d'aigua per volum a Àfrica i les segones més altes d'Àfrica. La distància de la capital, Luanda, és de 360 km.
Fins al 1975, l'any que marca la fi del domini portuguès sobre Angola, eren conegudes com les «cascades del Duc de Bragança» (en portuguès, Quedas do Duque de Bragança).

## Galeria d'imatges

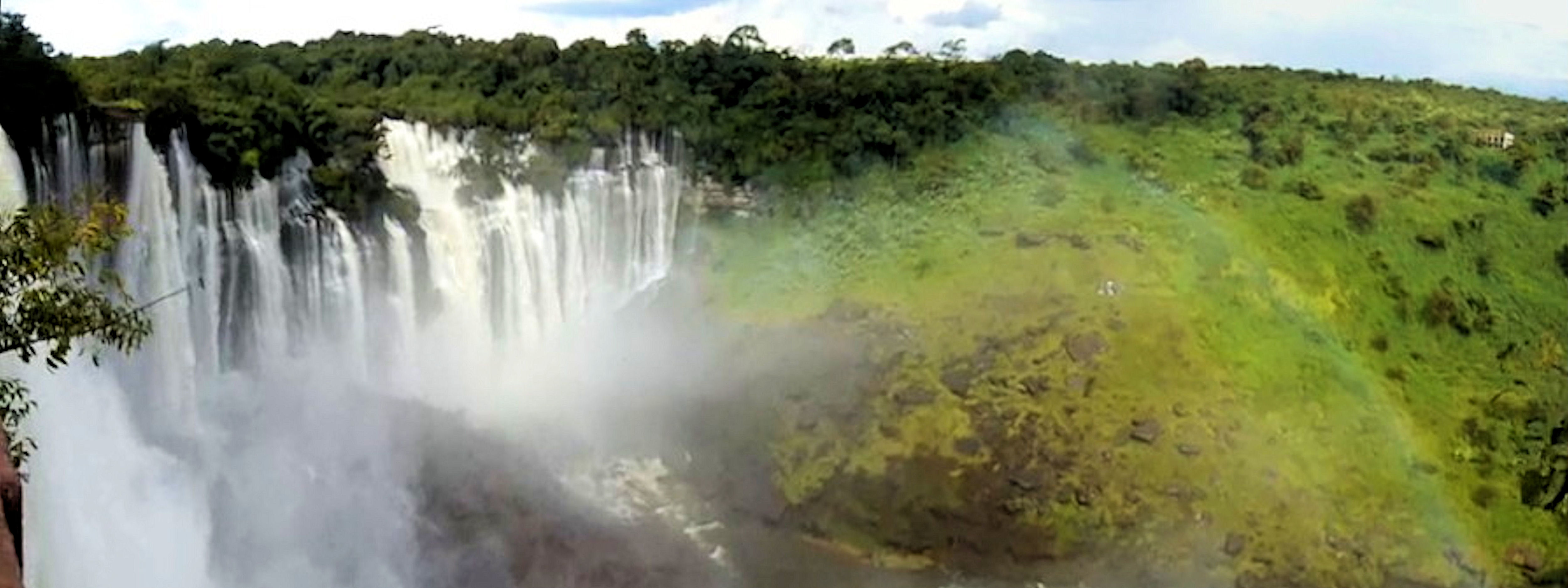
Vista panoràmica de les cascades Kalandula (2008)

Visita a les cascades Kalandula (estació seca)
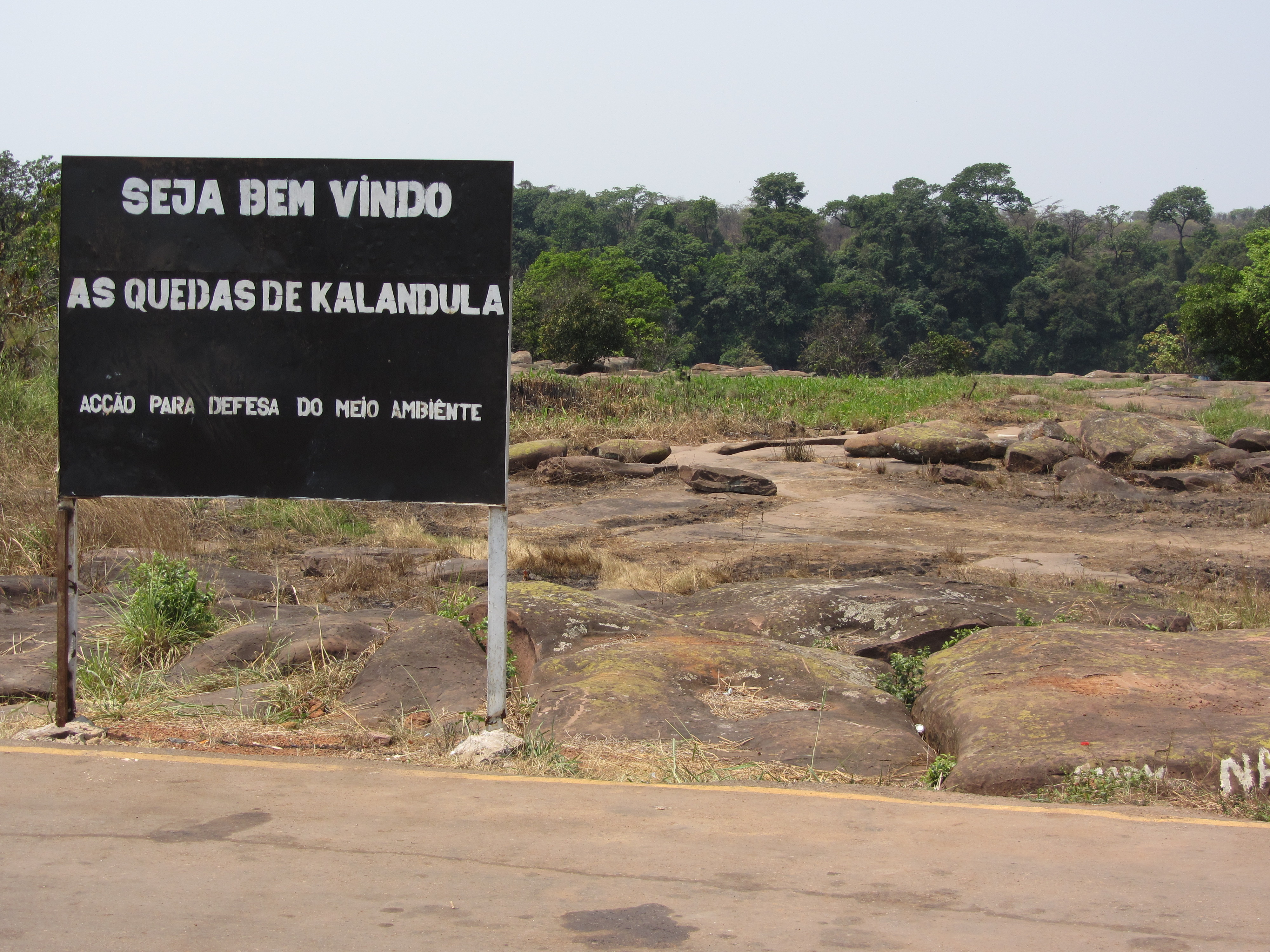
Benvinguda a les cascades Kalandula
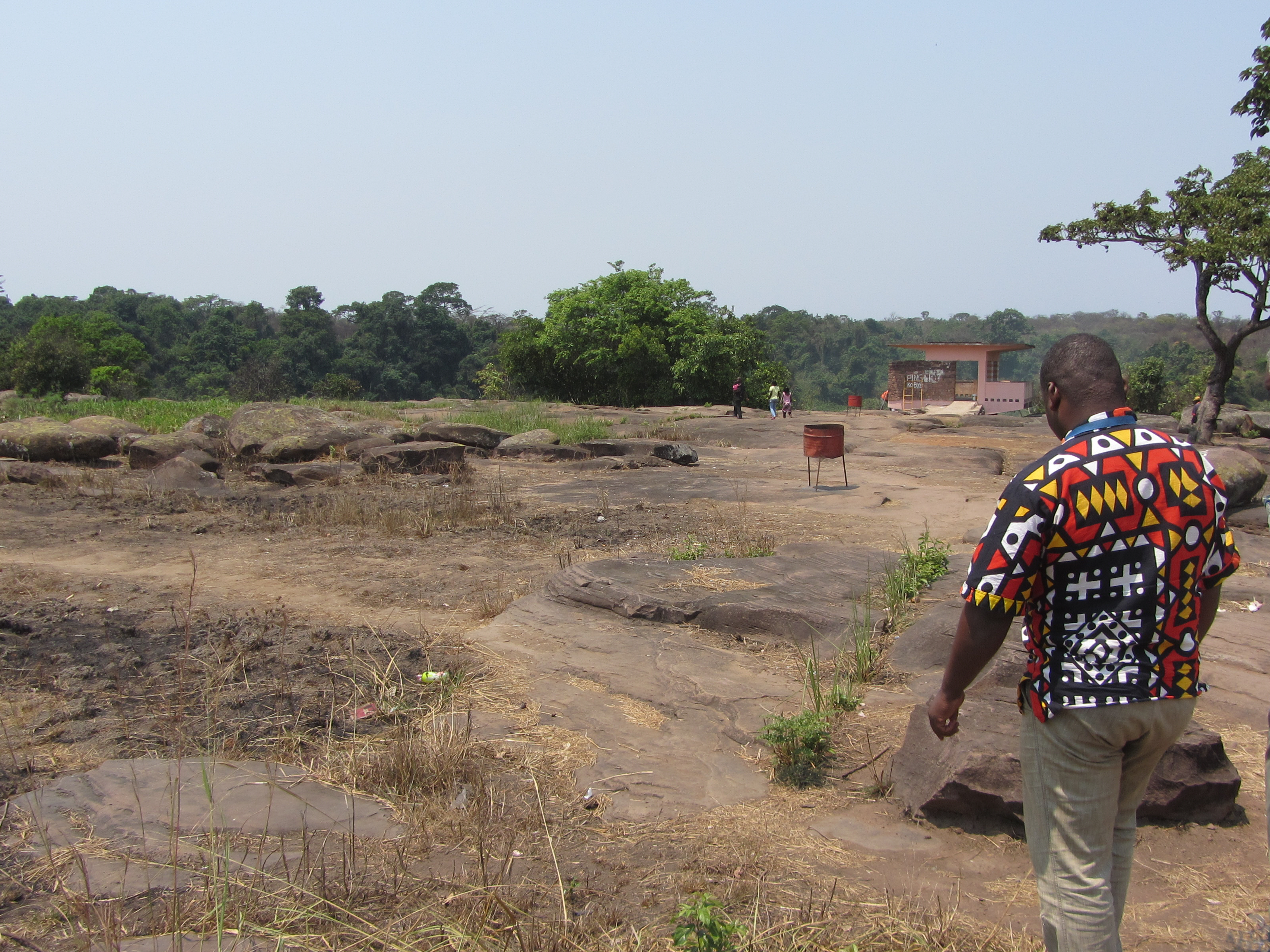
Acostant-se a la zona de les cascades Kalandula (estació seca)
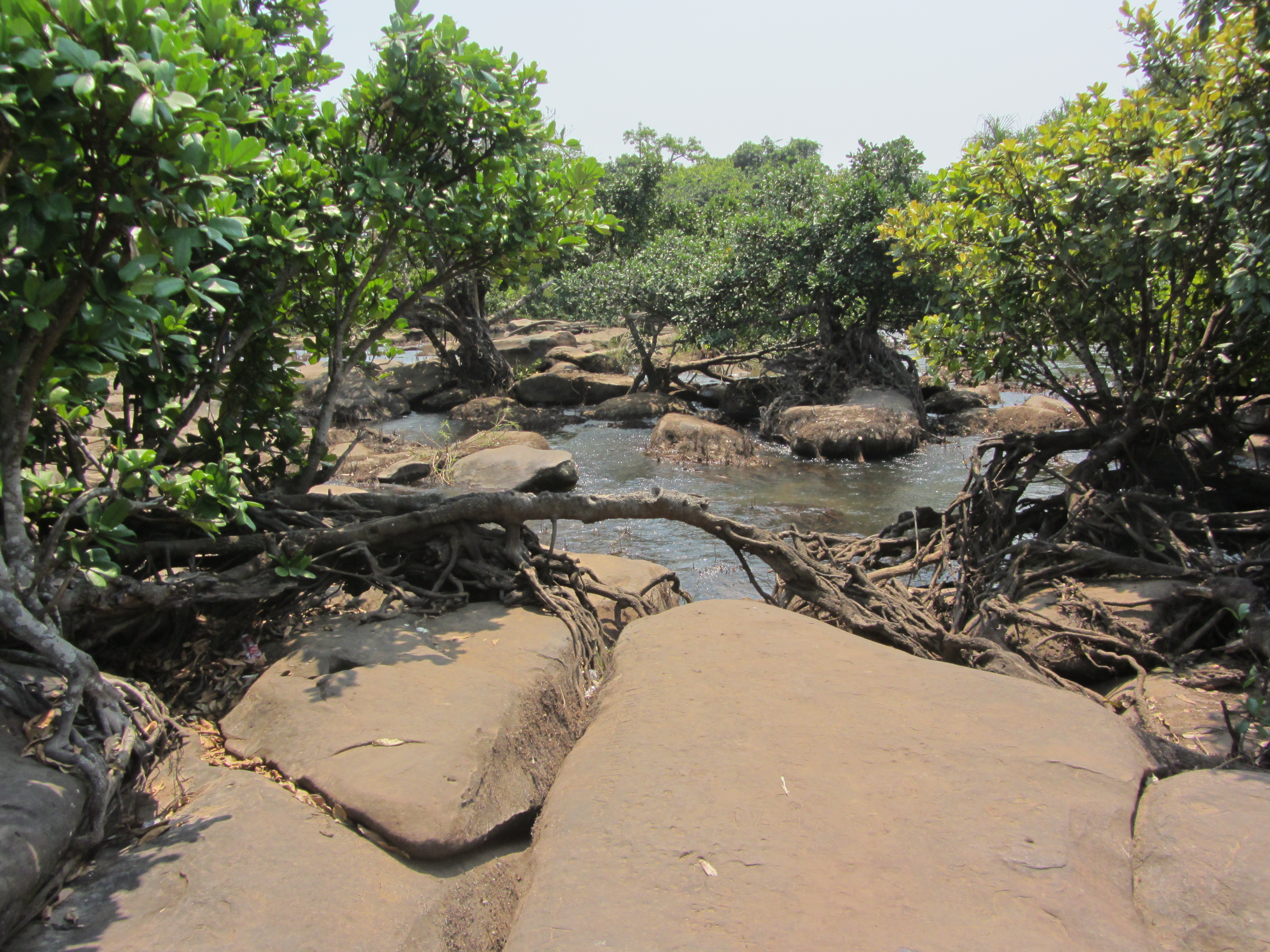
L'aigua ve de tots costats
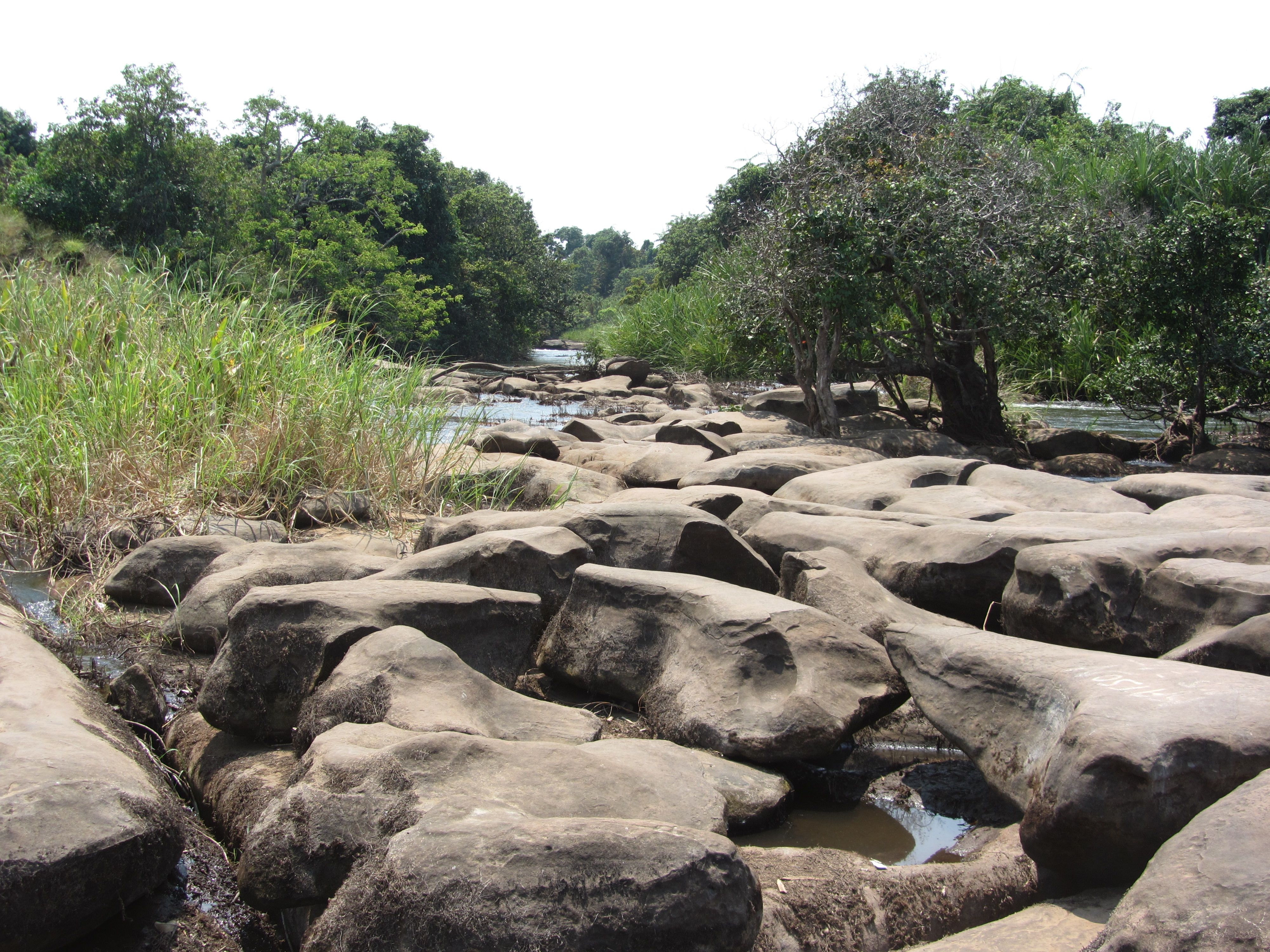
L'aigua flueix a través de les roques fins a la vora de les cascades
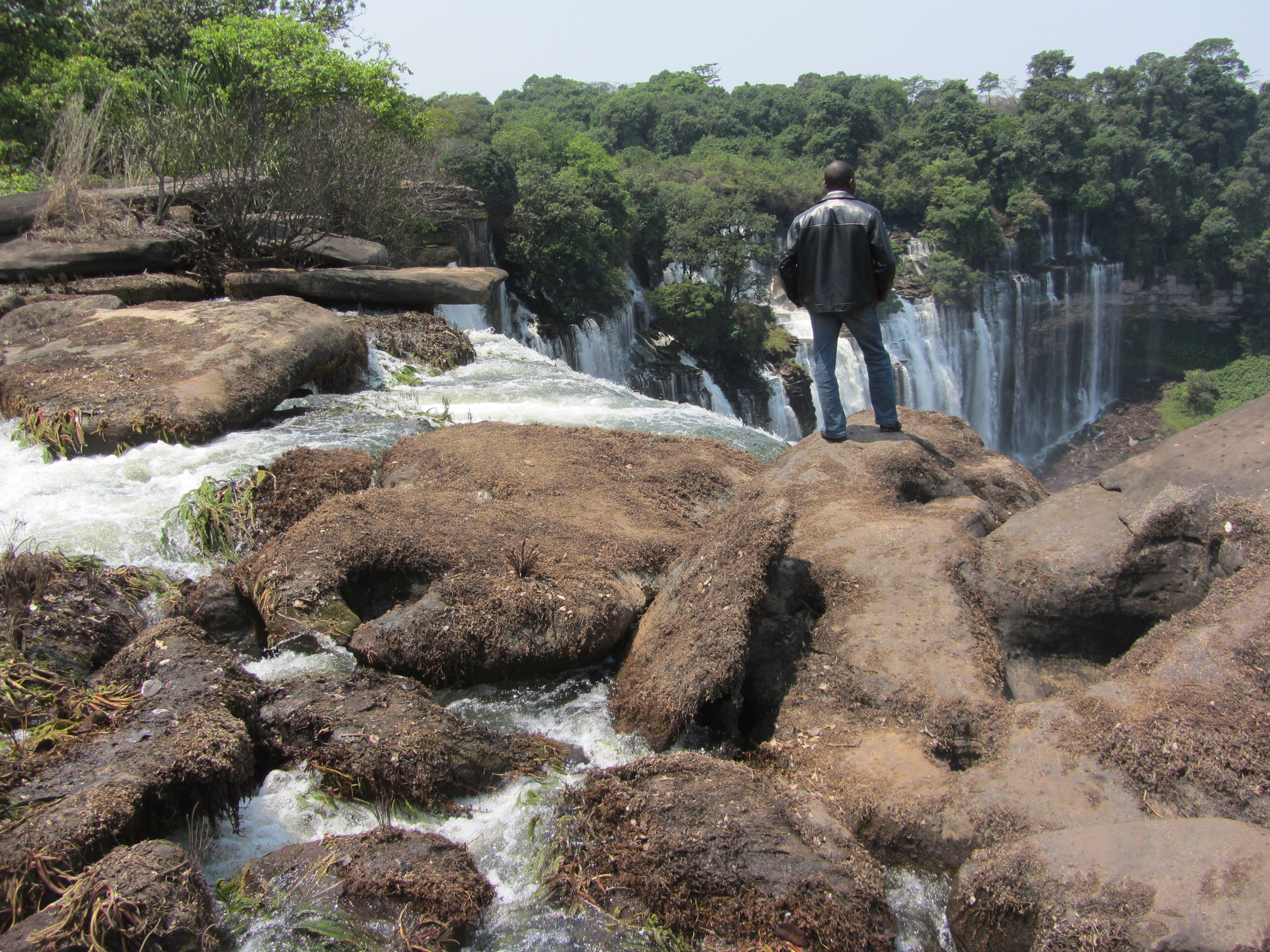
A la vora de les cascades
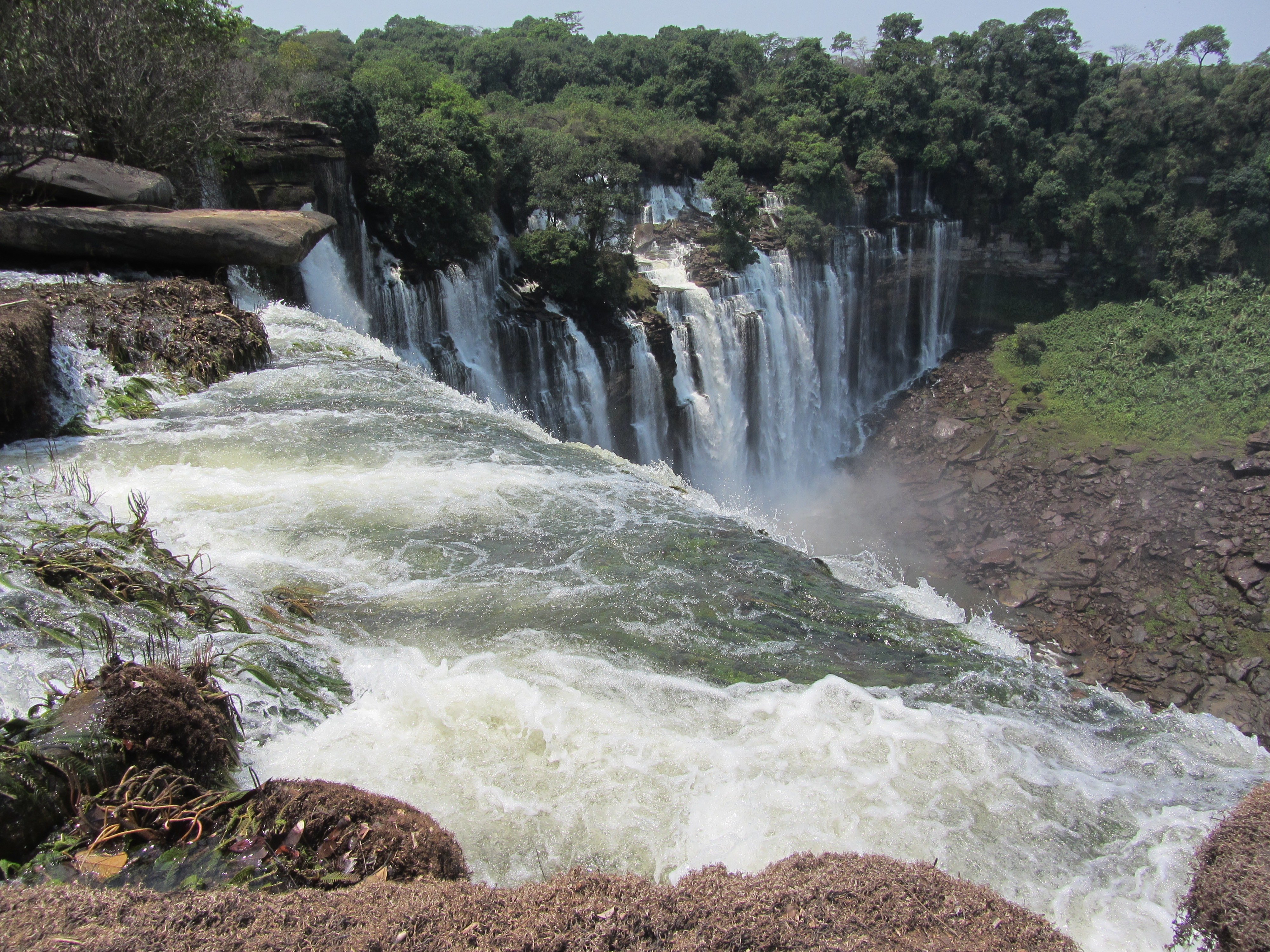
Amples rierols d'aigua caient pel cingle
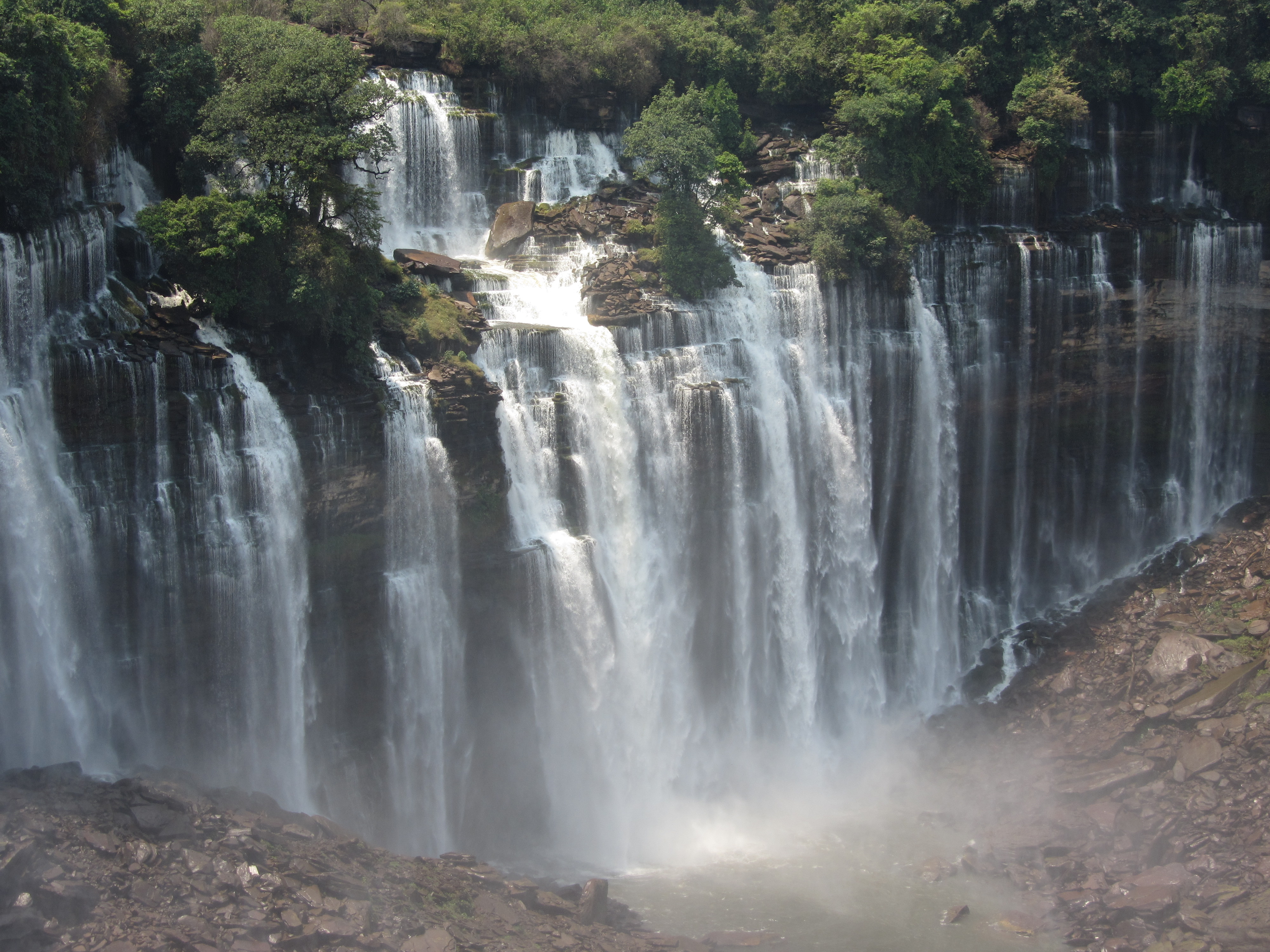
Les cascades en realitat són una pedrera
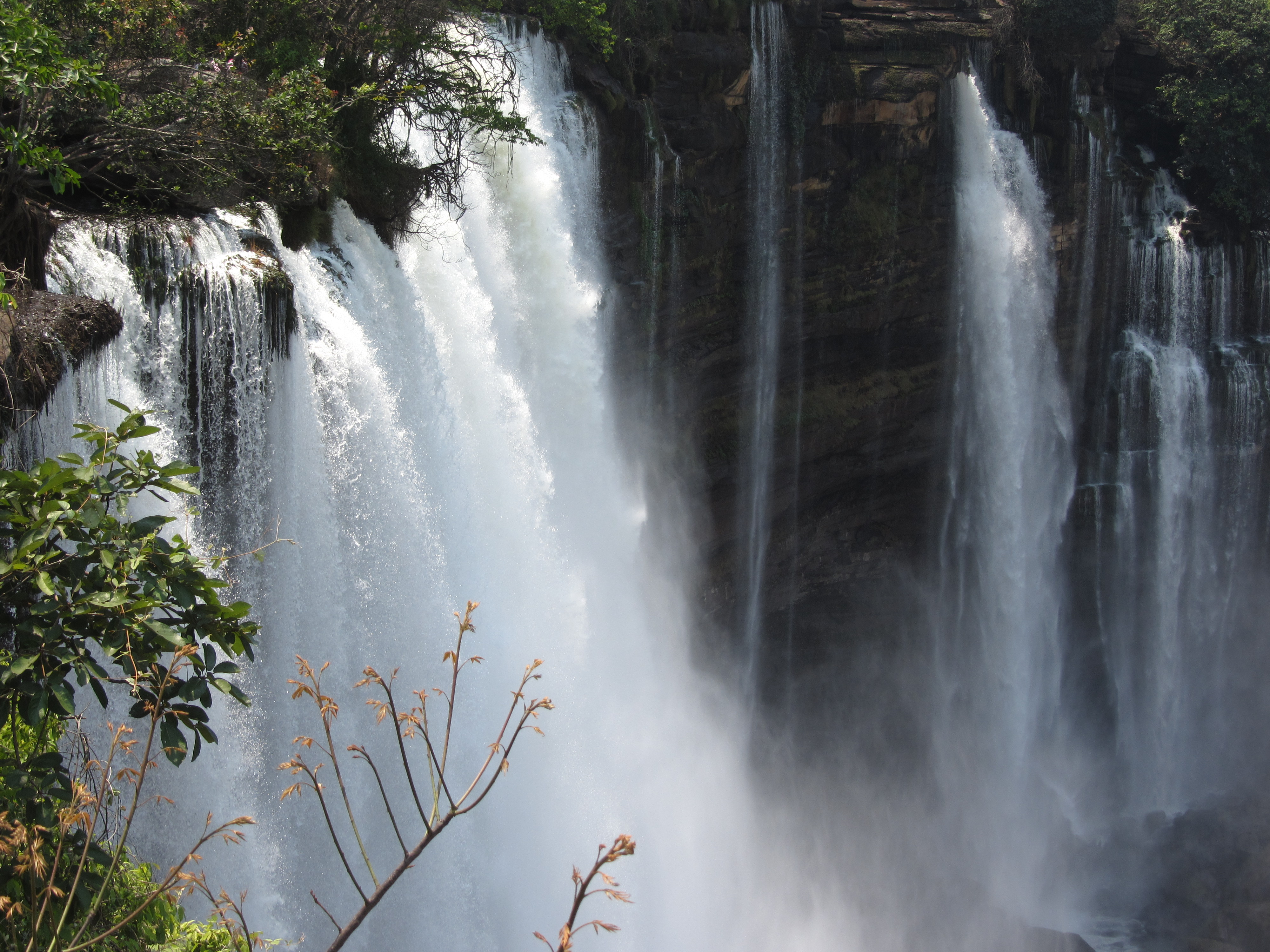
Polvorització d'aigua sobre els arbusts i roques
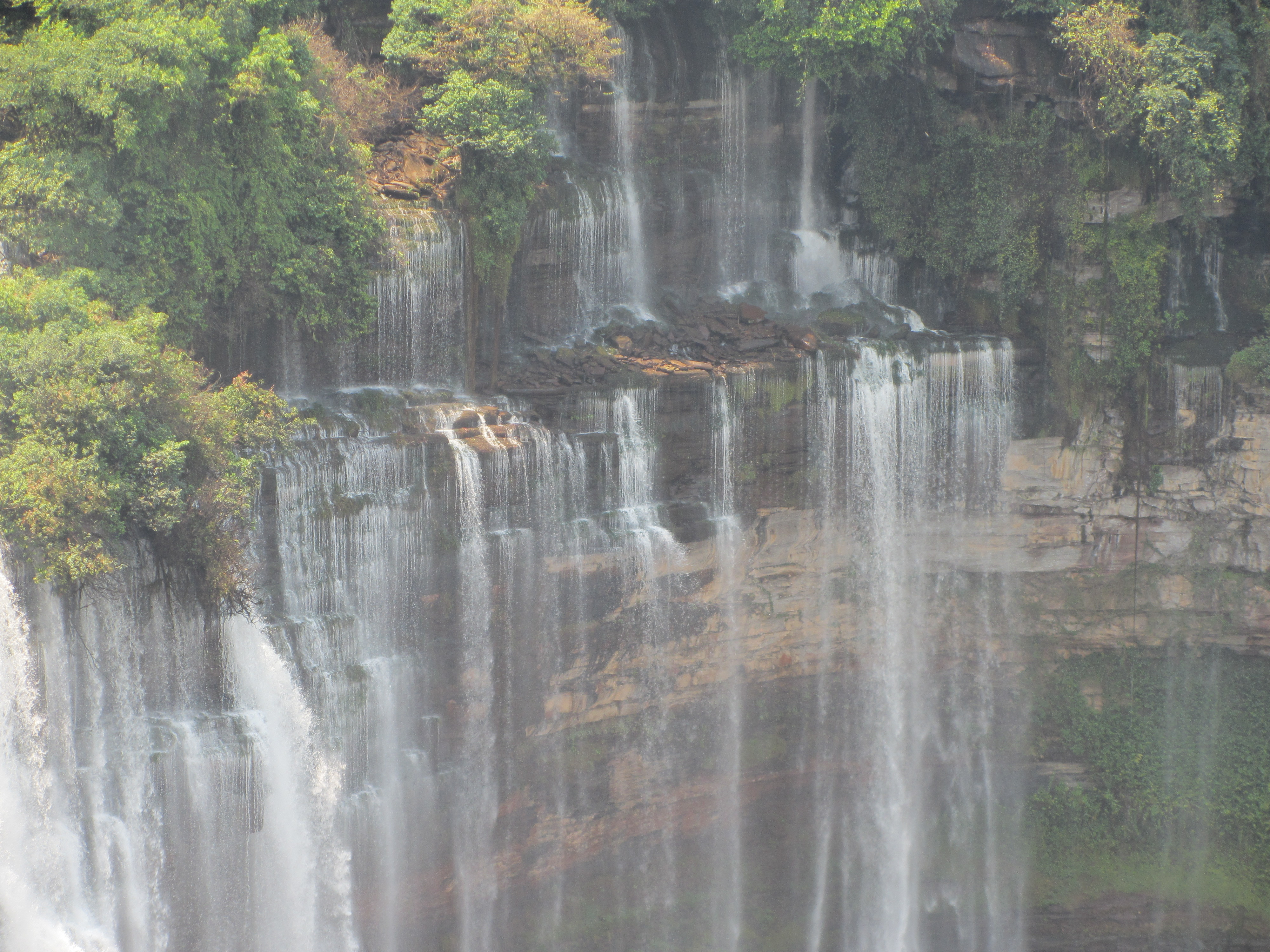
Una vista més propera a les terrasses formades per les caigudes d'aigua
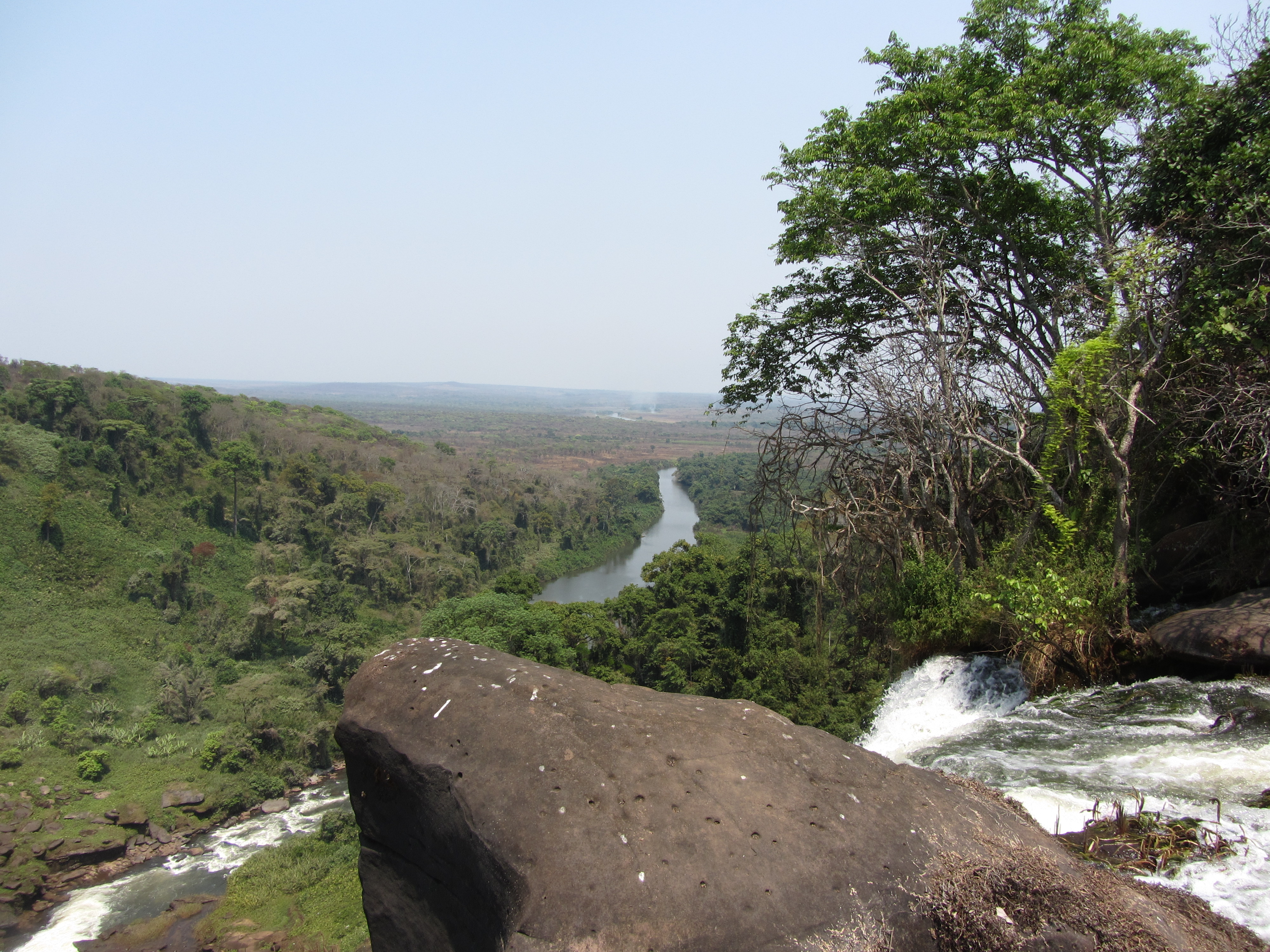
El riu Lucala continua per la plana després de la cascada Kalandula
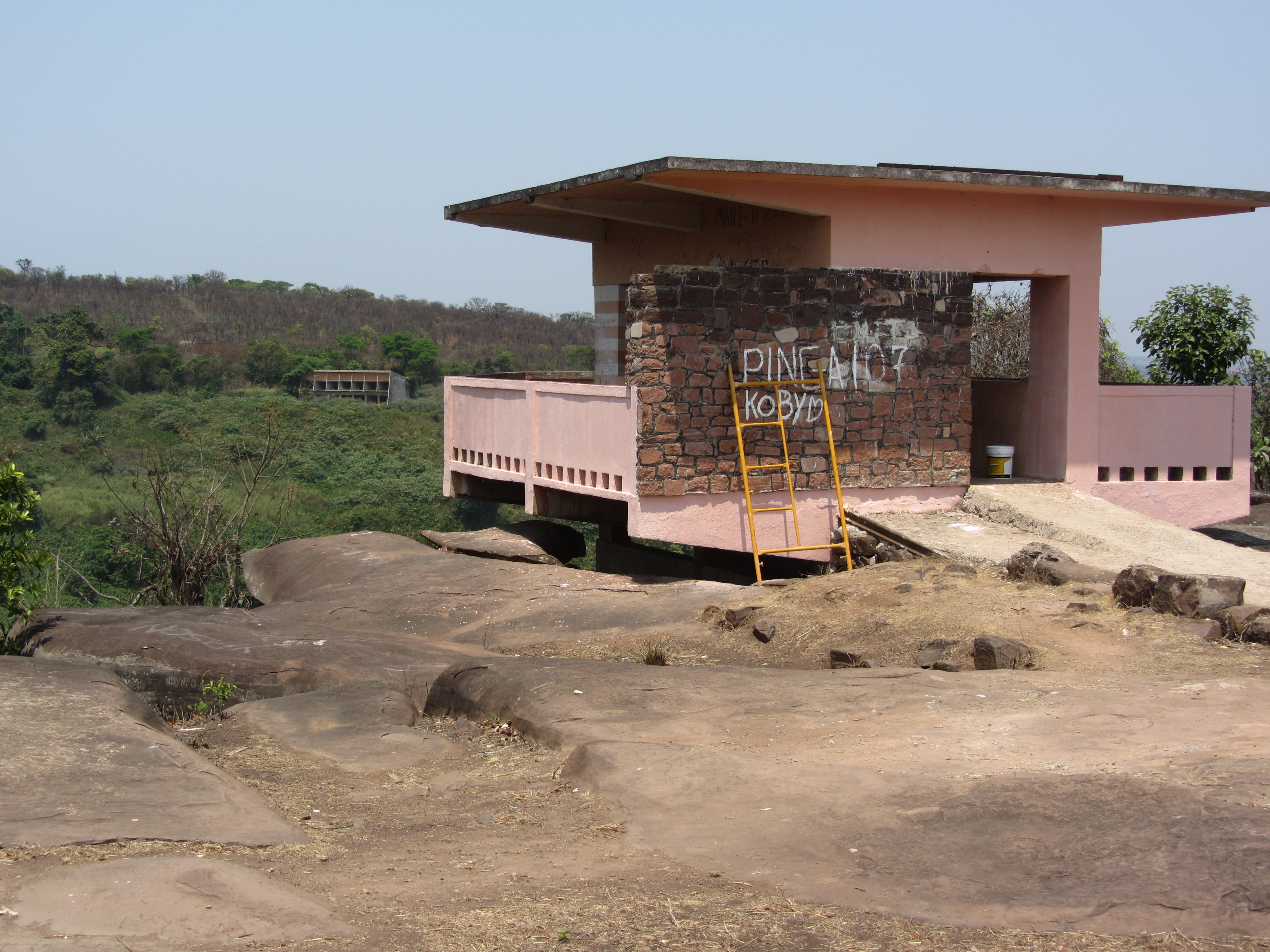
Hi ha llocs per a visitants a banda i banda del congost que formen les cascades Kalandula
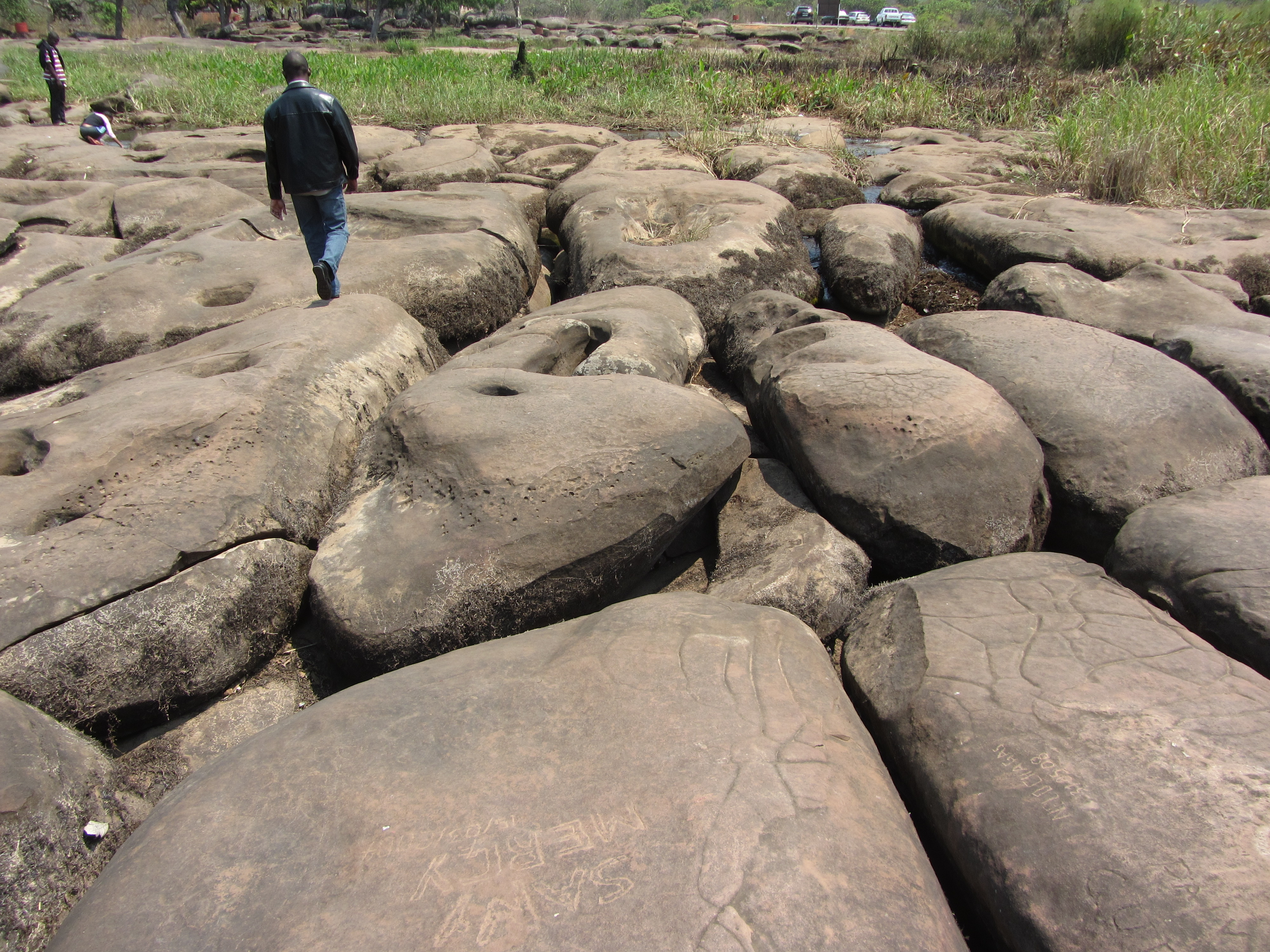
Final de la visita a les cascades sobre les roques rentades per les abundants aigües que flueixen durant la temporada humida. Aquesta visita es va realitzar durant la temporada seca, «Kacimbo» com diuen els angolenys